# 塞莱斯坦·勒鲁瓦·加翁巴莱
塞莱斯坦·勒鲁瓦·加翁巴莱（法語：Célestin Leroy Gaombalet，1942年1月1日—2017年12月19日），前中非共和國總理。2003年，中非共和國原本副總統弗朗索瓦·博齐泽在發動軍事政變並自命總統。之後，博齊澤總統即任命塞莱斯坦·勒鲁瓦·加翁巴莱為該國總理至2013年。